# Distretto di Mandol
Il distretto di Mandol è un distretto dell'Afghanistan appartenente alla provincia del Nurestan.